# Formule des probabilités composées
En mathématiques, la formule des probabilités composées (ou formule des probabilités conditionnelles en cascade,) permet de calculer la probabilité d’une intersection d’évènements (non nécessairement indépendants) à l’aide de probabilités conditionnelles.

Soient {\displaystyle A_{1},\dots ,A_{n}} des évènements dont l’intersection est de probabilité non nulle. 
On a {\displaystyle \mathbf {P} (A_{1}\cap \cdots \cap A_{n})=\mathbf {P} (A_{1})\times \mathbf {P} (A_{2}|A_{1})\times \mathbf {P} (A_{3}|A_{1}\cap A_{2})\times \cdots \times \mathbf {P} (A_{n}|A_{1}\cap \cdots \cap A_{n-1})}.
Ce résultat se démontre directement par récurrence. Il justifie le calcul des probabilités à l’aide d’un arbre de probabilité.
La formule des probabilités composées est notamment utilisée dans le cadre de processus stochastiques discrets.